# Cooliris
 (avril 2009).
Cooliris (anciennement PicLens) est un plugin pour navigateurs web créé par la société éponyme (Cooliris). Il est disponible pour Internet Explorer, Mozilla Firefox, Google Chrome et Apple Safari pour les systèmes d'exploitation Windows, Mac OS X et depuis les dernières versions pour Linux et iPhone. Cooliris permet d'afficher un diaporama 3D interactif avec des documents multimédias (vidéos, images, fichiers Powerpoint...). Il est en outre compatible avec les sites web Google Recherche d'images, Yahoo! Recherches d'Images, Ask.com Images, Live Search Images, AOL Recherche d'images, Flickr, Photobucket, Picasa, Fotki, FotoTime, deviantART, SmugMug, Facebook, MySpace, Bebo, hi5, Friendster et YouTube, ainsi qu'avec toutes les sites implémentant un flux RSS spécifique.
L'extension se présente pour Internet Explorer et Safari sous la forme d'un exécutable à installer et pour Firefox comme un simple module complémentaire. Une fois installée, si le site est compatible Cooliris, il suffit de cliquer sur une petite icône en haut du navigateur pour être transporté dans le mur 3D. La dernière version permet également de visualiser des photos dans le mur 3D directement depuis son ordinateur.
Cooliris a reçu de nombreux prix et est l'une des extensions les plus téléchargées parmi les add-ons pour Mozilla Firefox. C'est l'un des plugins les plus en vogue sur le web en 2008-2009.
Yahoo a acheté Cooliris en novembre 2014. Ce plugin n'existe plus depuis son achat par Yahoo.